# Vida do Rei Eduardo

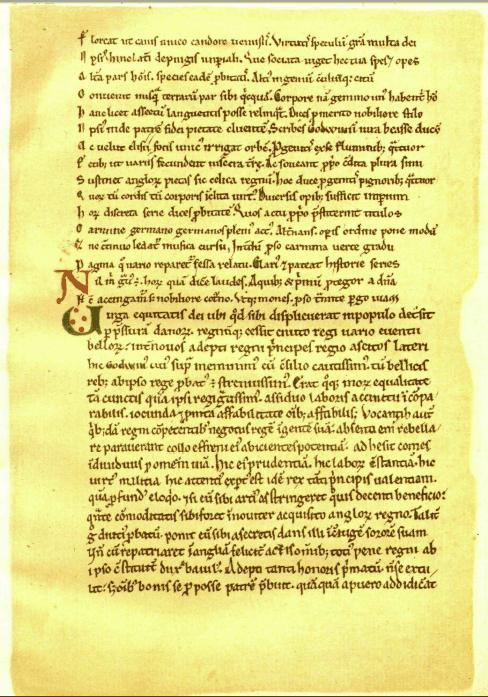
Facsimile da página 2 da Biblioteca Britânica Harley MS 526, a página de abertura do Vita.

Vita Ædwardi Regis qui apud Westmonasterium Requiescit (em português:  A vida do Rei Eduardo, que descansa em Westminster) ou simplesmente Vita Ædwardi Regis (em português:  Vida do Rei Eduardo) é um manuscrito histórico completado por um autor anônimo por volta de 1067 e encomendado pela rainha Edite, esposa do rei Eduardo, o Confessor. Sobrevive em um manuscrito, datado de c. 1100, atualmente na Biblioteca Britânica. O autor é desconhecido, mas era um servo da rainha e provavelmente um flamengo. Os candidatos mais prováveis são Gosselino e Folcardo, monges da Abadia de São Bertino em Saint-Omer.
É um texto de duas partes, a primeira lida com a Inglaterra nas décadas antes da conquista normanda (1066) e as atividades da família de Goduíno, Conde de Wessex, e a segunda lida com a santidade do Rei Eduardo. É provável que as duas partes eram originalmente distintas. O primeiro livro é uma história secular, não hagiográfica, embora o segundo livro é mais hagiográfico e foi usado como a base da vida dos santos posteriores dedicados ao rei, como os de Osberto de Clare e Elredo de Rievaulx.

## Manuscritos
Existem duas versões modernas, as de Henry Richards Luard (1858) e Frank Barlow (1962, 1992). O Vita Ædwardi Regis sobrevive em um manuscrito, escrito nos fólios 38 a 57 da Biblioteca Britânica Harley MS 526, estes vinte fólios de medição têm 13 cm por 18.5 c e foram escritos em "tinta marrom". Escrito no manuscrito em uma data posterior está o nome de Richard Bancroft, Arcebispo da Cantuária (1604–1610), que deve, portanto, ter o adquirido. Sua localização antes da vida do arcebispo Bancroft é incerta, mas localizações possíveis incluem a própria Cantuária, a Catedral Londres ou a Abadia de Westminster, visto que Bancroft tinha sido anteriormente um cânone de Westminster, bem como tesoureiro, prebendário e Bispo de Londres.
O manuscrito Harley provavelmente foi anotado na Igreja Cristã em Cantuária por volta de 1100, devido ao estilo da mão. Os dois fólios centrais que originalmente ficavam entre 40 e 41, e 54 e 55 estão perdidos, embora o seu conteúdo pode ser parcialmente reconstruído. Seu editor recente, o historiador Frank Barlow, acredita que foi baseado em uma versão anterior do texto na Igreja Cristã em Cantuária por volta de 1085; também acreditava que as outras cópias, agora perdidas, existia na Abadia de Westminster e Bury St Edmunds, a partir da qual os trabalhos derivados foram escritos.

## Datação
O historiador Frank Barlow caracterizou a datação do Vita como "relativamente simples" em comparação com outros textos da época. O último evento a ser referido no texto é a Batalha de Hastings de 1066, e o trabalho como um todo deve ter sido concluído antes da morte da rainha Edite e deposição do Arcebispo Estigando, 1075 e 1070, respectivamente.
O trabalho foi encomendado pela rainha Edite, para celebrar os feitos de sua família, especialmente seu marido Eduardo, seu pai conde Goduíno de Wessex e seus irmãos, os condes Tostigo de Nortúmbria e Haroldo de Wessex. É provável que a rainha tinha ordenado o trabalho seguindo o modelo de sua predecessora Ema da Normandia, que encomendou uma obra semelhante, nomeadamente, o Encômio da Rainha Ema. O historiador J. L. Grassi argumentou que o autor do Vita teve acesso a informação privilegiada, como um servo da Rainha.
Há duas seções distintas para o trabalho, o livro I e livro II, e os estágios de composição de ambos foram diferentes. Livro I é a peça central da narrativa histórica, talvez a parte encomendada pela rainha. Embora termina com a morte do rei Eduardo, partes anteriores do texto indicam que ele ainda estava vivo; portanto, embora foi concluído após a morte do monarca, a maior parte dele provavelmente foi composta durante sua vida. O livro I não foi dedicado ao rei, que desempenha um papel relativamente menor na narrativa, mas sim à Edite, seu pai e seus irmãos Haroldo e Tostigo, e provavelmente foi abandonado em suas mortes em 1066, sendo retomado e editado posteriormente para tomar o seu lugar na obra de dois livros compostos.
Livro II, em contraste, é relativamente curto e dedicado ao rei Eduardo; contém uma lista de acontecimentos milagrosos ou semi-miraculosas que demonstram a santidade do monarca e poderes de indução de milagre. Foi certamente escrito antes da deposição do Arcebispo Estigando, mas Frank Barlow sugeriu que pode ser mais firmemente datado de 1067.

## Autoria
O autor do texto é anônimo. Algumas coisas, porém, são razoavelmente certas sobre o autor. Era ou tinha sido de alguma Ordem Sacra, fosse como monge ou escriturário, tinha sido um servo da rainha Edite e não era inglês. É altamente improvável que fosse normando, mas sim flamengo ou lotaringiano. É mais provável que fosse flamengo, como ele menciona St Omer e Balduíno V, conde de Flandres, intimamente, as últimas três vezes. Sua ortografia de nomes de lugares assemelha-se a característica ortográfica das áreas que falam línguas continentais germânicas.
Barlow argumentou que o autor talvez possa ser identificado com Goscelin ou Folcard (mais tarde abade de Thorney), ambos monges de São Bertin em Saint-Omer. Ambos eram flamengos, o primeiro chegou na Inglaterra por volta de 1061 para aderir ao serviço de Hermano, Bispo de Wiltshire, enquanto o último foi para a Inglaterra em uma data desconhecida antes de 1069, talvez antes de 1066. Em 1943, o historiador Richard Southern também havia postulado Gosselino como o provável autor, e esta foi a identificação favorecida por Antonia Gransden. Contudo, a questão ainda está em aberto, como a evidência para ambos não é conclusiva.

## O texto
O Vita Ædwardi Regis não é particularmente hagiográfico, e é mais comparável a obras como Vita Ælfredi ("Vida de Alfredo") de Asser ou Vita Karoli ("Vida de Carlos") de Eginhardo do que a vida de um santo. Frank Barlow acreditava que seu paralelo mais próximo era Vita Regis Rotberti Pii, uma narrativa biográfica sobre o reinado de Roberto II, o Piedoso, rei da França, escrito algum tempo depois de 1031 pelo monge de Fleury, Helgaud. O livro I de Vita Ædwardi Regis, a maior parte do trabalho, não era todo hagiográfico. Osberto de Clare, que escreveu a primeira hagiografia verdadeira do rei Eduardo, ignorou o Livro I e construiu sua narrativa em torno do Livro II. O Livro I é a seção mais valiosa para os historiadores modernos. Na opinião do historiador J. L. Grassi, é a fonte narrativa mais valiosa para o reinado de Eduardo, o Confessor, contendo cerca de 40 itens exclusivos de informação. Livro I é intercalado com a poesia (em grande parte ausente do Livro II), normalmente usada como "peças de transição" entre as diferentes fases da narrativa.
Como uma fonte foi elaborado por escritores medievais posteriores. Guilherme de Malmesbury o consultou, e seu Gesta Regum contém extratos, como faz Osberto de Clare em seu Vita. Prologus de Construccione Westmonasterii de Sulcard, escrito c. 1085, também faz uso do trabalho, e é isso que permite que os historiadores teorizem que uma cópia do Vita Ædwardi Regis estava na Abadia de Westminster até esta data. Mais uso do texto, embora indireto, foi feito pelo famoso cisterciense nortumbriano Elredo de Rievaulx. Seu Vita S. Eduardi Regis et Confessoris foi a hagiografia de maior circulação de Eduardo, e todas os relatos posteriores de milagres e vida do rei são baseados neste. Livro IV de Speculum Historiale de Gestis Regum Angliae, de Ricardo de Cirencester, é uma compilação com base no Vita de Alfredo, e contém extratos do Vita Ædwardi Regis, alguns dos quais — cerca de 500 palavras sobre o casamento de Edite para Eduardo — são únicos e provavelmente representam parte das seções perdidas do Vita Ædwardi Regis original.